# Zagrotes
Genre
Zagrotes est un genre d'araignées aranéomorphes de la famille des Gnaphosidae.

## Distribution
Les espèces de ce genre sont endémiques d'Iran.

## Liste des espèces
Selon World Spider Catalog (version 22.5, 10/08/2021) :
- Zagrotes apophysalis Zamani, Chatzaki, Esyunin & Marusik, 2021
- Zagrotes bifurcatus (Zamani, Chatzaki, Esyunin & Marusik, 2021)
- Zagrotes borna Zamani & Marusik, 2021
- Zagrotes parla Zamani & Marusik, 2021

## Étymologie
Le nom du genre est une combinaison de Zagros, en référence aux monts Zagros, et de Zelotes.

## Publication originale
- Zamani, Chatzaki, Esyunin & Marusik, 2021 : « One new genus and nineteen new species of ground spiders (Araneae: Gnaphosidae) from Iran, with other taxonomic considerations. » European Journal of Taxonomy, no 751, p. 68-114 (texte intégral).